# James Scherr
James Edwin Scherr (* 27. Juli 1961 in Eureka, South Dakota) ist ein ehemaliger US-amerikanischer Ringer. Er wurde 1987 und 1989 Vizeweltmeister im freien Stil, jeweils im Halbschwergewicht.

## Werdegang
Zusammen mit seinem Zwillingsbruder William Scherr, Rufname "Bill" begann "Jim" Scherr als Jugendlicher an der Mobridge High School mit dem Ringen. Beide konzentrierten sich dabei auf den freien Stil. Später besuchten auch beide die Nebraska State University, wo sie ihren Sport fortsetzten. Sie achteten bei Meisterschaften stets darauf, nicht in derselben Gewichtsklasse an den Start gehen zu müssen. Aus diesem Grunde startete Bill immer eine Gewichtsklasse höher als Jim. In der Praxis bedeutete das, dass Jim im Halbschwer- und Bill im Schwergewicht rang. Während Bill Scherr nach dem Ende seiner Ringerkarriere eine Trainerlaufbahn begann, wurde Jim Scherr Sportfunktionär. In dieser Eigenschaft war er unter anderem auch jahrelang Mitglied des US-amerikanischen Olympischen Komitees.
Erstmals auf sich aufmerksam konnte Jim Scherr bei den NCAA-Championships (= US-amerikanische Studentenmeisterschaft) im Jahre 1982. Er belegte dabei im Mittelgewicht, das von dem späteren Olympiasieger und Weltmeister Mark Schultz gewonnen wurde, den 6. Platz. Zwei Jahre später wurde er dann selbst NCAA-Champion im Mittelgewicht. Da dieser Meistertitel in den Vereinigten Staaten einen sehr hohen Stellenwert hat, konnte er 1984 auch beim Olympia-Ausscheidungs-Turnier (Trials) teilnehmen, konnte sich aber nicht für die Teilnahme an den Olympischen Spielen in Los Angeles qualifizieren.
1986 schaffte er aber den Sprung in die US-amerikanische Mannschaft bei der Ringer-Weltmeisterschaft in Budapest. Er belegte dort im Halbschwergewicht hinter Macharbek Chadarzew aus der Sowjetunion und Torsten Wagner aus der DDR den 3. Platz und gewann damit eine WM-Bronzemedaille. 1987 gewann er auch bei den Pan-Amerikanischen Spielen in Indianapolis hinter Doug Cox, Kanada und Roberto C. Leitao Filho, Brasilien, eine Bronzemedaille. Bei der Weltmeisterschaft 1987 in Clermont-Ferrand schnitt er noch besser ab und wurde hinter Macharbek Chadarzew sogar Vizeweltmeister.
1988 gelang ihm der Sprung in die US-amerikanische Olympiamannschaft. In Seoul war er im Halbschwergewicht mit drei Siegen schon auf gutem Wege zu einem Medaillengewinn. Im vierten Kampf gegen den Japaner Akira Ōta führte er bereits mit 8:1 Punkten, als er auf Grund einer Unachtsamkeit in die Unterlage geriet und von Ōta nach 5:07 Minuten Kampfzeit geschultert wurde. Damit fiel er auf den 5. Platz zurück.
1989 wurde Jim Scherr in Colorado Springs panamerikanischer Meister im Halbschwergewicht vor Wilfredo Morales Suarez, Kuba und Pete James Guterson, Kanada. Bei der Weltmeisterschaft dieses Jahres in Martigny/Schweiz scheiterte er im Final wieder an Macharbek Chadarzew und wurde deshalb wieder "nur" Vizeweltmeister.
An weiteren internationalen Meisterschaften nahm er nicht mehr teil.

## Internationale Erfolge
| Jahr | Platz | Wettbewerb                                         | Gewichtsklasse | Ergebnisse                                                                                                 |
| 1986 | 1.    | Welt-Cup in Toledo/USA                             | Mittel         | vor Wladimir Modosjan, UdSSR und Orlando Hernandez, Kuba                                                   |
| 1986 | 2.    | "Goodwill-Games" in New York                       | Halbschwer     | hinter Macharbek Chadarzew, UdSSR, vor Stojan Nanchew, Bulgarien                                           |
| 1986 | 3.    | WM in Budapest                                     | Halbschwer     | hinter Macharbek Chadarzew und Torsten Wagner, DDR, vor Roberto Limonta Vargas, Kuba und Jerzy Niec, Polen |
| 1987 | 3.    | Pan-Amerikanische Spiele in Indianapolis           | Halbschwer     | hinter Doug Cox, Kanada und Roberto C. Leitao Filho, Brasilien                                             |
| 1987 | 2.    | WM in Clermont-Ferrand                             | Halbschwer     | hinter Macharbek Chadarzew, vor Jerzy Niec und Noel Loban, Großbritannien                                  |
| 1988 | 2.    | Welt-Cup in Toledo/USA                             | Halbschwer     | hinter Macharbek Chadarzew, vor Kim Tae-woo, Südkorea                                                      |
| 1988 | 5.    | OS in Seoul                                        | Halbschwer     | hinter Macharbek Chadarzew, Akira Ōta, Japan, Kim Tae-woo und Gábor Tóth, Ungarn                           |
| 1989 | 1.    | Welt-Cup in Toledo/USA                             | Halbschwer     | vor Macharbek Chadarzew und Kim Tae-woo                                                                    |
| 1989 | 1.    | Panamerikanische Meisterschaft in Colorado Springs | Halbschwer     | vor Wilfredo Morales Suarez, Kuba und Pete James Guterson, Kanada                                          |
| 1989 | 2.    | WM in Martigny/Schweiz                             | Halbschwer     | hinter Macharbk Chadarzew, vor Gábor Tóth, Heraklis Deskoulidis, Griechenland und Andrzej Radomski, Polen  |
| 1990 | 2.    | Welt-Cup in Toledo/USA                             | Halbschwer     | hinter Macharbek Chadarzew, vor Geovany Redmond, Kuba                                                      |
| 1990 | 2.    | "Goodwill-Games" in Seattle                        | Halbschwer     | hinter Macharbek Chadarzew, vor Greg Edgelow, Kanada                                                       |

## Erläuterungen
- alle Wettkämpfe im freien Stil
- OS = Olympische Spiele, WM = Weltmeisterschaften
- Mittelgewicht, bis 82 kg, Halbschwergewicht, bis 90 kg Körpergewicht